# Fadime Helvacioglu
Fadime Helvacioglu (Bielefeld, RFA, 24 de mayo de 1979) es una deportista alemana que compitió en taekwondo. Ganó dos medallas en el Campeonato Europeo de Taekwondo en los años 1996 y 2000.
Participó en los Juegos Olímpicos de Sídney 2000, donde finalizó décima en la categoría de –49 kg.

## Palmarés internacional
| Campeonato Europeo | Campeonato Europeo   | Campeonato Europeo | Campeonato Europeo |
| Año                | Lugar                | Medalla            | Categoría          |
| ------------------ | -------------------- | ------------------ | ------------------ |
| 1996               | Helsinki (Finlandia) | Medalla de oro     | –47 kg             |
| 2000               | Patras (Grecia)      | Medalla de plata   | –47 kg             |